# Wies (Styrie)
Pour les articles homonymes, voir Wies.
Wies est une commune autrichienne du district de Deutschlandsberg en Styrie.